# Teodor Kasperski
Teodor Kasperski (ur. 6 listopada 1867 w Niżniowie, zm. 16 lutego lub 21 marca 1945 w Zaleszczykach) – polski duchowny rzymskokatolicki.

## Życiorys
Urodził się 6 listopada 1867 roku). W latach 1894–1896 był nauczycielem gimnazjum w Tarnopolu. W 1896 wstąpił do Seminarium Duchownego we Lwowie. 1 lipca 1900 otrzymał święcenia kapłańskie. Został duchownym rzymskokatolickim archidiecezji lwowskiej. Od 1900 do ok. 1901 był wikarym w parafii pw. św. Stanisława Biskupa i Męczennika w Lubaczowie. Pełnił posługę w dekanacie Borszczów. Na wiele lat był związany z parafiami na obszarze rejonu zaleszczyckiego. Służył w Opryłowcach, skąd latem 1904 został przeniesiony do Szczytowiec i od tego roku był tam proboszczem miejscowej parafii. Został członkiem komitetu budowy kaplicy rzymskokatolickiej w Uściu Biskupim. Pełnił stanowisko proboszcza w Holihradach, gdzie w listopadzie 1926 został wybrany prezesem założonego wówczas ogniska Związku Podhalan. Następnie w 1929 został proboszczem parafii w Winiatyńcach. W obu miejscowościach samodzielnie wyszukiwał polskich wiernych i zapraszał ich do parafii. Zainicjował powstanie Kalwarii Winiatynieckiej wzorując się na Kalwarii Zebrzydowskiej i Kalwarii Pacławskiej. Dzięki wsparciu miejscowych ziemian, Olgi  Brykczyńskiej i syna Benedykta, którzy przekazali grunt, został wybudowany kościół Matki Bożej Nieustającej Pomocy. Celem utworzenia kalwarii zbierał środki finansowe od wiernych. Winiatyńce stały się celem pielgrzymek wiernych. Według relacji były odnotowane przypadki łask i uzdrowień.
Podczas II wojny światowej w trakcie rzezi wołyńskiej 30 września 1943 nastąpił atak bojówki ukraińskich nacjonalistów z OUN-UPA na Winiatyńce, w wyniku którego zostało zamordowanych 12 osób. Agresorzy skierowali się też na plebanię i mimo zamknięcia budynku, dostali się do niej po wybiciu dziury w ścianie, po czym uprowadzili przebywające tam 14 osób, w tym ks. Kasperskiego, których poprowadzili do lasu. Po tym jak pobity i osłabiony zemdlał w drodze został pozostawiony w przeświadczeniu, że nie żyje (pozostałe osoby zostały rozstrzelane). Następnie przebywał w Zaleszczykach i tam wskutek urazów i choroby zmarł 16 lutego lub 21 marca w wieku 76 lat.

## Ordery i odznaczenia
- Krzyż Kawalerski Orderu Odrodzenia Polski (1938)[18][19][20]
- Złoty Krzyż Zasługi (1934)[21]

## Upamiętnienie
W 1990 ukazała się praca ks. dr. Wacława Szetelnickiego pt. Podolski Vianney Ks. Teodor Kasperski, twórca Kalwarii w Winiatyńcach.